# Vértice
Vértice va ser una revista espanyola d'ideologia falangista, amb una publicació periòdica i que va existir durant la Dictadura franquista. El seu primer nombre es va publicar a Guipúscoa, durant la Guerra Civil Espanyola i la seva existència es va allargar fins a 1946, quan va deixar d'editar-se.

## Història
En abril de 1937 va aparèixer el primer nombre de la revista, que va ser publicada en els tallers de la Diputació Foral de Guipúscoa, Nueva Editorial, Casa Navarro i del Teso, i en l'Editorial Itxaropena de Zarautz. Dels textos d'aquest primer nombre n'eren autors Federico de Urrutia, Dionisio Ridruejo, Carmen de Icaza, Martín Almagro, José María Usandizaga i Benito Perojo. Després del final de la Guerra civil espanyola, la seva seu es va traslladar a Madrid.
El número 52, publicat al gener de 1942, va estar dedicat a les Filipines, en un moment en què la premsa franquista havia augmentat l'interès pel tema filipí amb clars tints reivindicatius, i també com a denúncia per la situació del castellà enfront de l'anglès en l'arxipèlag. La publicació es va mantenir fins que la Delegació de Premsa i Propaganda de FET y de las JONS va decidir deixar de publicar-la a principis de 1946, coincidint amb publicació número 83.
Al llarg de la seva existència, les il·lustracions de la revista van ser obra d'un grup de pintors que s'havien destacat com cartellistes del Bàndol nacional durant la guerra civil: Carlos Sáenz de Tejada, Jesús Olasagasti, Juan Antonio de Acha Pellón, Teodoro Delgado, Álvaro Delgado o José Caballero.

## Novel·les
La revista publicà en els seus dotze números de 1940 una col·lecció anomenada "Las novelas de Vértice", en la que es recullen obres de Concha Espina, Juan Antonio de Zunzunegui, José María Salaverría, Gonzalo Torrente Ballester, Álvaro Cunqueiro, Rafael Sánchez Mazas, Ernesto Giménez Caballero i altres. També van ser anomenades "Novelas de la Victoria", en les que s'explicava la guerra, es valorava el Règim i s'exaltaven els mites literaris del valor i l'heroisme.
En el suplement literari corresponent del número de gener de 1941 va ser publicada l'obra Rogelia en Finisterre, d'Álvaro Cunqueiro.

## Directors
Durant la seva existència van destacar en la direcció diverses personalitats:
- Manuel Halcón y Villalón-Daoíz: sota la seva diecció hi participen destacades signatures de la intel·lectualitat falangista i del bàndol revoltat. Els continguts són molt diversos però el que més crida l'atenció és el seu cuidat disseny i l'hàbil combinació entre imatges, il·lustracions i textos doctrinals.[7]
- Samuel Ros Pardo: Va estar al capdavant de la direcciódes de 1940 fins a poc abans de la seva mort. Col·laborava en revistes com la mateixa Vértice, Legiones y Falange o Escorial, on publica En el otro cuarto, que s'arribà a estrenar al Teatre Jovellanos de Gijón.[8]